# Xeroniscus bicoloratus
Xeroniscus bicoloratus is een pissebed uit de familie Eubelidae. De wetenschappelijke naam van de soort is voor het eerst geldig gepubliceerd in 1941 door Barnard.